# Аберация (оптика)
Вижте пояснителната страница за други значения на Аберация.
Аберация в оптиката се нарича недостатък на оптична система (например единична проста леща, сферично огледало), при който се получават неточности в образа. Дефектите се дължат на някои явления и геометрични особености при преминаване на светлината през оптичната система.